# ان‌جی‌سی ۲۱۳
ان‌جی‌سی ۲۱۳ (انگلیسی: NGC 213) نام یک کهکشان مارپیچی در صورت فلکی ماهی است.